# Distrito de Pratapgarh (Uttar Pradesh)
Pratapgarh (en hindi; प्रतापगढ़ ज़िला, urdu; پرتاپ گڑھ ضلع) es un distrito de India en el estado de Uttar Pradesh. Código ISO: IN.UP.PR.
Comprende una superficie de 3 717 km².
El centro administrativo es la ciudad de Pratapgarh. Dentro del distrito se encuentran las localidades de Antu y Kunda .

## Demografía
Según censo 2011 contaba con una población total de 3 753 172 habitantes.